# Zaniki mięśni pochodzenia rdzeniowego
Zaniki mięśni pochodzenia rdzeniowego – zróżnicowana klinicznie i genetycznie grupa chorób rzadkich, których cechą wspólną jest degeneracja neuronów ruchowych i postępujące upośledzenie różnych grup mięśniowych w organizmie.

## Klasyfikacja
Na podstawie typu osłabionych mięśni wśród zaników mięśni pochodzenia rdzeniowego można wyróżnić:
- Proksymalne rdzeniowe zaniki mięśni, atakujące przede wszystkim mięśnie ksobne (proksymalne);
- Dystalne rdzeniowe zaniki mięśni, atakujących przede wszystkim mięśnie odsiebne (dystalne) i często nazywane dziedzicznymi neuropatiami mięśni dystalnych.

Biorąc pod uwagę częstość występowania można wyróżnić:
- Autosomalny recesywny rdzeniowy zanik mięśni, odpowiedzialność za 90-95% przypadków i zazwyczaj nazywany po prostu rdzeniowym zanikiem mięśni (SMA) – zaburzenie związane z mutacją genu SMN1 na chromosomie 5q (locus 5q13), atakujące ludzi w każdym wieku i w swojej najbardziej ciężkiej postaci stanowiące najczęstszą genetycznie uwarunkowaną przyczynę śmierci niemowląt i małych dzieci;
- Zlokalizowane rdzeniowe zaniki mięśni – bardzo rzadkie choroby, niekiedy rozpoznane dotąd tylko u kilkorga pacjentów na świecie i związane z mutacjami innych genów niż SMN1 - przykładem może być opuszkowo-rdzeniowy zanik mięśni.

We wszystkich zanikach mięśni pochodzenia rdzeniowego (z wyjątkiem opuszkowo-rdzeniowego zaniku mięśni) upośledzeniu ulegają neurony motoryczne, znajdujące się w rogu przednim rdzenia kręgowego; zmiany nie dotykają neuronów sensorycznych (czuciowych).